# 13... y pa ti la rima
13... y pa ti la rima es el tercer álbum de la banda española de rock Canallas.
Fue el primero que publicarían con la discográfica independiente Bliss, tras su salida de la multinacional Sony. Contó con las colaboraciones de Ska-P, Mamá Ladilla y Porretas.

## Lista de canciones
1. Bolingas Asociados
2. Contigo Y Sin Ti
3. Si Hay Ke Ocupar
4. Vamonos
5. Que Nos Quiten Lo Bailao
6. Solo Nieva En Baqueira
7. Dale Acción
8. Protesta
9. La Fiesta
10. Dime Por Que?
11. Mientes
12. Rebelión De Neuronas
13. Somos Los Canallas

- Datos: Q8178008